# Dreaming My Dreams with You (canción)
«Dreaming My Dreams with You» es una canción escrita por el músico y compositor Allen Reynolds y grabada por Waylon Jennings para su álbum Dreaming My Dreams, de 1975. Esta grabación de Jennings se publicó también como sencillo ese mismo año.
Pronto fue grababa por muchos artistas relacionados con la música country, como Crystal Gayle (1975), Marianne Faithfull (1975), Mike Auldridge (1976), Colleen Hewett (1979), Alf Robertson (en su versión en sueco con el título «Drömmar jag drömt med dig», 1980), y Jim Rooney (1980), entre otros.

## Versión de Marianne Faithfull
Marianne Faithfull fue la tercera artista en grabar una versión de «Dreaming My Dreams with You», aunque bajo el título de «Dreamin My Dreams», bajo la producción de Bill Landis y arreglos de Bill Shepherd. Se lanzó como sencillo el 8 de noviembre de 1975 en su nuevo sello discográfico NEMS, dos meses antes de la publicación de su álbum de igual título, Dreamin' My Dreams. El lado B del sencillo fue su canción coescrita de «Lady Madelaine».

### Recepción
El sencillo ingresó a las listas irlandesas el 10 de marzo de 1976, dos meses después de estrenarse su álbum. Se mantuvo por nueve semanas en el top 20, donde alcanzó el número 1 en la segunda semana.